# Jdeidat al-Wadi
Jdeidat al-Wadi (tiếng Ả Rập: جديدة الوادي) là một ngôi làng nằm cạnh thị trấn Qudsaya và ngay phía bắc quận Mezzeh của Damascus ở Syria. Ngôi làng này là một phần hành chính của quận Qudsaya thuộc Tỉnh bang Dimashq ở miền nam Syria. Các địa phương gần đó bao gồm al-Hamah ở phía đông, Ashrafiyat al-Wadi ở phía bắc, vùng ngoại ô giàu có của al-Sabboura và Yaafour ở phía tây và Dahiyat Qudsaya ở phía nam. Theo Cục Thống kê Trung ương Syria, Jdeidat al-Wadi có dân số 5.227 người trong cuộc điều tra dân số năm 2004. Cư dân của nó chủ yếu là người Hồi giáo Sunni.